# Ardeutica semipicta
Ardeutica semipicta es una especie de polilla de la familia Tortricidae. Se encuentra en Brasil.